# Гласове на свободата
„Гласове на свободата“ (на английски: Freedom Writers) е щатска драма от 2007 г., написан и режисиран от Ричард ЛаГравенезе и във филма участват Хилари Суонк, Скот Глен, Имелда Стонтън, Патрик Демпси и Марио.